# Lessertina mutica
Lessertina mutica är en spindelart som beskrevs av Reginald Frederick Lawrence 1942.
Lessertina mutica ingår i släktet Lessertina och familjen flinkspindlar. Inga underarter finns listade i Catalogue of Life.